# 丘和
丘 和（きゅう か、552年 - 637年）は、中国の隋から唐にかけての政治家、軍人。本貫は河南郡洛陽県。

## 経歴
西魏の鎮東将軍丘寿の子として生まれた。のちに家を洛陽から郿県に移した。若くして弓術や馬術に熟達し、任侠を重んじた。成長すると、将軍となって物惜しみしなかったので、貴賤なく敬愛された。北周に仕えて開府儀同三司となった。隋に入って右武衛将軍となり、平城郡公に封ぜられた。資州・梁州・蒲州の刺史を歴任し、寛容な統治で知られた。漢王楊諒が乱を起こすと、楊諒は兵士に婦人の衣服を着せて、だまし討ちにして蒲州を奪取した。丘和は単身脱出したが、蒲州を失陥した罪により庶民に落とされた。ときの権臣の宇文述に接近して、代州刺史として復職した。煬帝が北巡したとき、丘和は丹精な食事を献上したが、朔州刺史の楊廓は進呈しなかったので、煬帝は喜ばなかった。宇文述はここぞと丘和の美点を持ち上げ、煬帝はそのため丘和を博陵郡太守とした。のちに煬帝が博陵を通ったときにも、丘和は立派な食事を献上したので、ますます喜んだ。官吏が競って奢侈な珍品を煬帝に献上するようになったのは、丘和を初めとするという。同時に丘和は官吏や武人の心もつかんでいた。天水郡太守に転じ、左禦衛将軍となった。大業末年、海南（現在のベトナム北部）の地方が荒れ果てていたので、黄門侍郎の裴矩の推薦により、交趾郡太守に任ぜられた。民情に合った統治をおこなったので、安定したという。 
618年、煬帝が江都で殺害されると、鴻臚卿の甯長真が鬱林にあって蕭銑に従い、馮盎が珠崖・番禺にあって林士弘に従った。甯長真・馮盎らは使者を送ってきて丘和を招こうとしたが、丘和は隋が滅んだことをまだ知らなかったために従わなかった。林邑の西の諸国が、しばしば丘和のもとに明珠・文犀・金宝といった珍宝を送り、丘和に富をもたらしていた。蕭銑はこれを聞いて、甯長真に命じて南越の蛮・俚を率い交阯を攻めさせた。丘和は長史の高士廉に迎撃させて撃退した。その後に江都から来た者に隋の滅んだ経緯を聞くと、丘和は蕭銑に従った。621年、蕭銑が唐に平定されると、丘和は唐に帰順した。上柱国・交州大総管に任じられ、譚国公に封ぜられた。丘和は入朝すると、高祖の寝室に引き入れられて親しく語り合ったという。左武候大将軍に任ぜられた。丘和はすでに老年になっていたので、稷州をその故郷であるとして、その刺史に任ぜられて養生した。626年、特進を加えられた。637年に86歳で亡くなり、荊州総管の位を追贈された。諡を襄といい、献陵に陪葬された。
子が15人いたが、丘行恭が最も知られた。

## 伝記資料
- 『旧唐書』巻59 列伝第9「丘和伝」
- 『新唐書』巻90 列伝第15「丘和伝」